# Кривавий кулак 2
Кривавий кулак 2 (англ. Bloodfist II) — американський бойовик 1990 року.

## Сюжет
Компанію чемпіонів світу з кікбоксингу та карате, разом з Джейком Рейем, який пішов з великого спорту, заманює на один з філіппінських островів у свої особисті володіння містер Су. Він розбагатів на торгівлі наркотиками, а тепер тішить себе і публіку гладіаторськими поєдинками, не на життя, а на смерть.

## У ролях
- Дон «Дракон» Вілсон — Джейк Рей
- Ріна Рейс — Маріелла
- Джо Марі Авеллана — Су
- Роберт Маріус — Дітер
- Моріс Сміт — Вінні Петрелло
- Тімоті Д. Бейкер — Сел Тейлор
- Джеймс Воррінг — Джон Джонс
- Річард Хілл — Боббі Роуз
- Стів Роджерс — Ернест Сантана
- Монсур Дель Розаріо — Тобо Кастенерра
- Менні Самсон — Менні Рівєра
- Джин Кастанеда — Кет
- Арчі Рамірез — Ріко
- Нед Хурані — Міккі Шихан
- Кріс Агілар — боєць 1
- Келой Девід — боєць 2
- Дардо Де Оро — боєць 3
- Джесс С. — боєць 4
- Фредді Ондра — боєць 5
- Ізраель Онг — боєць 6
- Біг Бой Гомез — Javelin охорона
- Глісер Солавей — Кеттлі Проддер
- Роберт Джинніван — таксист
- Ромео Опуленсія — візник
- Аманда Робінсон — дівчина
- Ентоні Іст — коментатор
- Джозеф Дзуккеро — диктор
- Джо Коллінз — рефері
- Глорія О'Ніл — Патриція
- Едді Герлан — Араб
- Едді Дж. Фернандез — охорона турніру 1
- Рауль Гарсія — охорона турніру 2
- Девід Дойч — тренер 1
- Джет Вулді — тренер 2
- Ліза Девід — дівчина Джейка
- Рей Орбета — охорона 1
- Бей Давао — охорона 2
- Неш Еспіноза — охорона 3
- Нене Варка — охорона 4
- Рональд Азінас — охорона 5
- Фред Есплана — охорона 6
- Берт Кейнан — охорона 7
- Ріко Орбіта — охорона
- Джетт Сахара — охорона 9